# 畏答儿
畏答儿（秘史记音：中忽亦勒答舌儿，？—1203年），又作忽亦勒答儿、愠里答儿、畏答而等，尼倫蒙古忙忽惕部首領，蒙古帝国第21位开国功臣（千户）。
畏答儿是忙忽台之六世孙，初依附于札木合，十三翼之战后他率部归附铁木真，并折箭誓忠。铁木真嘉其忠诚，便赐其“薛禅”（贤者）之号，还与其结为安答。此后跟随铁木真统一蒙古各部，所率忙忽惕部長期擔任先鋒，战功卓著，后于1203年在与克烈部作战时身受重伤而死。1206年蒙古帝国建立后被追封为千户长，并由其子孙世袭。1236年，窝阔台因念其功而赐其子忙哥泰安州二万户。

## 延伸阅读
[在维基数据编辑]
 《元史/卷121》，出自宋濂《元史》
 《新元史/卷124》，出自柯劭忞《新元史》